# Diözesanregion Donau-Ries
Die Diözesanregion Donau-Ries im Bistum Augsburg bestand aus fünf Dekanaten und untergliederte sich in 30 Pfarreiengemeinschaften und 24 Pfarreien. Sie wurde zum 1. Dezember 2012 aufgelöst. Bei der Neuorganisation 2012 wurden auch die Dekanate Rain (zu Donauwörth) und Höchstadt (zu Dillingen) aufgelöst.

## Lage
Die Diözesanregion lag im Norden des Bistums Augsburg und umfasste Teile der Landkreise Donau-Ries, Ansbach und Dillingen an der Donau.

## Gliederung
Nachfolgend der Stand unmittelbar vor der Auflösung 2012
| Pfarreiengemeinschaft/ Pfarrei                     | Stadtpfarrer                          | Patrozinium                          | Hauptkirche                          | Weitere Kirchen | Abbildung                            |
| Dekanat Nördlingen – Dekan Paul Eber               | Dekanat Nördlingen – Dekan Paul Eber  | Dekanat Nördlingen – Dekan Paul Eber | Dekanat Nördlingen – Dekan Paul Eber | Dekanat Nördlingen – Dekan Paul Eber | Dekanat Nördlingen – Dekan Paul Eber |
| -------------------------------------------------- | ------------------------------------- | ------------------------------------ | ------------------------------------ | --- | ------------------------------------ |
| Pfarreiengemeinschaft Dürrwangen                   | Sebastian Klaus                       | Maria Immaculata                     | Maria Immaculata                     | St. Raphael (Großohrenbronn) und St. Peter und Paul (Halsbach (Dürrwangen)) |                                      |
| Pfarreiengemeinschaft Fremdingen                   | Ralf Putz                             | St. Gallus                           | St. Gallus                           | St. Rufus (Hausen), Mariä Himmelfahrt (Marktoffingen), St. Laurentius (Minderoffingen), St. Blasius (Raustetten) und Hlgst. Dreifaltigkeit (Schopflohe)                         |                                      |
| Pfarreiengemeinschaft Fremdingen                   | Pater Xaviour Namplampara CST         | Hl. Herz Jesu                        | Hl. Herz Jesu                        | Mutterschaft Mariens (Hoppingen) |                                      |
| Pfarreiengemeinschaft Nördlingen                   | BGR Paul Erber CST                    | St. Salvator                         | St. Salvator                         | St. Johannes (Deiningen), St. Johannes Baptist (Kleinerdingen) und St. Joseph der Arbeiter (Nördlingen)                                                                         |                                      |
| Pfarreiengemeinschaft Reimlingen                   | Daniel Maria Schmitt                  | St. Georg                            | St. Georg                            | St. Vitus (Amerdingen), St. Ulrich (Bollstadt) und St. Martin (Mönchsdeggingen)                                                                                                 |                                      |
| Pfarreiengemeinschaft Wallerstein                  | Jürgen Eichler                        | St. Alban                            | St. Alban                            | St. Vitus (Birkhausen), Mariä Himmelfahrt (Hochaltingen), St. Michael und Laurentius Herblingen Mariä Himmelfahrt (Maihingen), St. Martin (Munzingen) und St. Georg (Utzwingen) |                                      |
| Pfarrei St. Michael – Belzheim                     | BGR Anton Georg Simon                 | St. Michael                          | St. Michael                          | |                                      |
| Pfarrei St. Georg – Dinkelsbühl                    | Martin Maurer                         | St. Michael                          | St. Georg                            | |                                      |
| Pfarrei St. Ulrich und Stephan – Ehingen-Ries      | BGR Anton Georg Simon                 | St. Ulrich und St. Stephan           | St. Ulrich und Stephan               | |                                      |
| Pfarrei St. Ulrich und Afra – Feuchtwangen         | BGR Wilhelm Atzkern                   | St. Ulrich und St. Afra              | St. Ulrich und Afra                  | |                                      |
| Pfarrei Mariä Himmelfahrt – Hirschbrunn            | Ulrich Manz                           | Mariä Himmelfahrt                    | Mariä Himmelfahrt                    | |                                      |
| Pfarrei St. Margaretha – Laub                      | Pater Antony Mathew Kaihottukmal MST  | St. Margaretha                       | St. Margaretha                       | |                                      |
| Pfarrei St. Peter und Paul – Munningen             | Pater Antony Mathew Kaihottukmal MST  | St. Peter und St. Paul               | St. Peter und Paul                   | |                                      |
| Pfarrei St. Sebastian – Oettingen                  | Ulrich Manz                           | St. Sebastian                        | St. Sebastian                        | |                                      |
| Pfarrei Hl. Dreifaltigkeit – Rühlingstetten        | Hans Sing                             | Hl. Dreifaltigkeit                   | Hl. Dreifaltigkeit                   | |                                      |
| Pfarrei Hl. Margareta – Rühlingstetten             | Hans Sing                             | St. Margareta                        | St. Margareta                        | |                                      |
| Dekanat Donauwörth – Dekan Ottmar Kästle           |                                       |                                      |                                      | |                                      |
| Pfarreiengemeinschaft Donauwörth-Parkstadt         | Jacek Wyrwich                         | Christi Himmelfahrt                  | Christi Himmelfahrt                  | Maria Immaculata (Zirgesheim) und St. Felizitas (Schäfstall) |                                      |
| Pfarreiengemeinschaft Donauwörth-Riedlingen        | Franz Pfeifer                         | St. Martin                           | St. Martin                           | St. Martin (Wörnitzstein) |                                      |
| Pfarreiengemeinschaft Donauwörth-Liebfrauenmünster | Msgr. Ottmar Kästle                   | Unserer Lieben Frau                  | Liebfrauenmünster                    | St. Georg (Auchsesheim) und St. Laurentius (Berg) |                                      |
| Pfarreiengemeinschaft Kaisheim                     | Werner Eyner                          | Mariä Himmelfahrt                    | Mariä Himmelfahrt                    | St. Willibald (Altisheim) |                                      |
| Pfarreiengemeinschaft Mertingen                    | Pater Alexander Thuruthikkatt VC      | St. Martin                           | St. Martin                           | St. Vitus (Druisheim) |                                      |
| Pfarreiengemeinschaft Tapfheim                     | Pater Antony Kolencherry VC           | St. Peter                            | St. Peter                            | Mariä Himmelfahrt (Donaumünster) |                                      |
| Pfarrei Asbach-Bäumenheim                          | Ivan Novosel                          | Maria Immaculata                     | Maria Immaculata                     | |                                      |
| Pfarrei Donauwörth Heilig Kreuz                    | Pater Blasius Mayer MSC               | Heiliges Kreuz                       | Heilig Kreuz                         | |                                      |
| Pfarrei Oberndorf St. Nikolaus                     | Ivan Novosel                          | St. Nikolaus                         | St. Nikolaus                         | |                                      |
| Dekanat Rain – Prodekan Anton Maric                |                                       |                                      |                                      | |                                      |
| Pfarreiengemeinschaft Bayerdilling                 | Dr. Abraham Vanchipura                | St. Michael                          | St. Michael                          | St. Vitus (Gempfing), Mariä Himmelfahrt (Holzheim) und St. Peter und Paul (Münster)                                                                                             |                                      |
| Pfarreiengemeinschaft Rain-Genderkingen            | Dr. Florian Kolbinger                 | St. Johannes                         | St. Johannes Baptist                 | St. Quirinus (Staudheim), St. Peter und St. Paul Genderkingen St. Georg (Feldheim) und Mariä Himmelfahrt (Niederschönenfeld)                                                    |                                      |
| Pfarrei St. Martin – Daiting                       | de Lima e Silva Clecio Emanuel        | St. Martin                           | St. Martin                           | |                                      |
| Pfarrei St. Nikolaus – Gansheim                    | de Lima e Silva Clecio Emanuel        | St. Nikolaus                         | St. Nikolaus                         | |                                      |
| Pfarrei St. Peter und Paul – Marxheim              | Marijan Peric                         | St. Peter und St. Paul               | St. Peter und Paul                   | St. Bartholomäus (Schweinspoint) |                                      |
| Pfarrei St. Gallus – Übersfeld                     | de Lima e Silva Clecio Emanuel        | St. Gallus                           | St. Gallus                           | |                                      |
| Dekanat Höchstädt – Dekan Dieter Zitzler           |                                       |                                      |                                      | |                                      |
| Pfarreiengemeinschaft Bissingen                    | Gerhard Krammer                       | St. Peter und St. Paul               | St. Peter und Paul                   | St. Ottilia (Diemanstein), St. Michael (Fronhofen), St. Leonhard (Oberliezheim) und St. Alban (Stillnau)                                                                        |                                      |
| Pfarreiengemeinschaft Bliensbach                   | Pater Tomasz Wesolowski SS.CC.        | St. Margareta                        | St. Margareta                        | St. Peter (Hirschbach), St. Elisabeth (Laugna), St. Peter und Paul (Modelshausen) und St. Andreas (Prettelshofen)                                                               |                                      |
| Pfarreiengemeinschaft Blindheim                    | Dieter Zitzler                        | St. Martin                           | St. Martin                           | St. Ulrich und Johannes Baptist (Schwenningen) und St. Vitus (Unterglauheim) |                                      |
| Pfarreiengemeinschaft Buttenwiesen                 | Pater Soni Abraham Plathottam O.Carm. | Hl. Dreifaltigkeit                   | Hl. Dreifaltigkeit                   | St. Anna (Frauenstetten), St. Stephan (Lauterbach) und St. Georg (Wortelstetten)                                                                                                |                                      |
| Pfarreiengemeinschaft Höchstädt                    | Roland Bise                           | Mariä Himmelfahrt                    | Mariä Himmelfahrt                    | St. Nikolaus (Deisenhofen), St. Peter und Paul (Sonderheim) und Maria Immaculata (Schwennenbach)                                                                                |                                      |
| Pfarreiengemeinschaft Unterthürheim                | Thomas Schilling                      | Maria Hilf                           | Maria Hilf                           | St. Martin (Pfaffenhofen) und St. Nikolaus (Oberthürheim) |                                      |
| Pfarreiengemeinschaft Wertingen                    | Rupert Ostermayer                     | St. Martin                           | St. Martin                           | St. Nikolaus (Binswangen) und Mariä Heimsuchung (Gottmannshofen) |                                      |
| Pfarreiengemeinschaft Zusamaltheim                 | Pater Mathew Biju MST                 | St. Martin                           | St. Martin                           | St. Jakobus maj. (Villenbach) und St. Michael (Wengen) |                                      |
| Pfarrei St. Michael – Lutzingen                    | Pater Obasi Solomon Okezie SMMM       | St. Michael                          | St. Michael                          | |                                      |
| Pfarrei St. Martin – Mörslingen                    | Peter Twrdy                           | St. Martin                           | St. Martin                           | |                                      |
| Pfarrei St. Johannes Baptist – Oberfinningen       | Leszek Wira                           | St. Johannes                         | St. Johannes Baptist                 | |                                      |
| Pfarrei St. Leonhard – Unterliezheim               | Pater Obasi Solomon Okezie SMMM       | St. Leonhard                         | St. Leonhard                         | |                                      |
| Dekanat Dillingen – Dekan Johannes Schaufler       |                                       |                                      |                                      | |                                      |
| Pfarreiengemeinschaft Dillingen-St. Peter          | Wolfgang Schneck                      | St. Petrus                           | Basilika St. Peter                   | St. Ulrich (Dillingen), St. Vitus (Donaualtheim), St. Peter (Hausen) und Maria Rosenkranzkönigin (Schretzheim)                                                                  |                                      |
| Pfarreiengemeinschaft Gundelfingen                 | Johannes Schaufler                    | St. Martin von Tours                 | St. Martin                           | Maria Immaculata (Echenbrunn) und St. Peter und Paul (Peterswörth) |                                      |
| Pfarreiengemeinschaft Aschberg                     | Josef Kühn                            | St. Martin von Tours                 | St. Martin                           | St. Georg (Aislingen), St. Stephan (Altenbaindt), St. Peter und Paul (Ellerbach), St. Nikolaus (Eppisburg), St. Vitus (Glött) und St. Xystus (Weisingen)                        |                                      |
| Pfarreiengemeinschaft Bachtal-Medlingen            | Pater Jan Janikowski MIC              | Mariä Himmelfahrt                    | Stiftskirche Mariä Himmelfahrt       | Mariä Himmelfahrt (Bachhagel), St. Peter (Burghagel), St. Michael (Oberbechingen) und St. Georg (Unterbechingen)                                                                |                                      |
| Pfarreiengemeinschaft Steinheim                    | Msgr. Paul Sinz                       | Mariä Reinigung                      | Mariä Reinigung                      | St. Blasius (Fristingen) und Unsere Liebe Frau im Moos (Kicklingen) |                                      |
| Pfarreiengemeinschaft Syrgenstein                  | Pater Darius Peter Hirsch MIC         | St. Wolfgang                         | St. Wolfgang                         | St. Martin (Staufen) und St. Martin (Zöschingen) |                                      |
| Pfarreiengemeinschaft Wittislingen                 | Alois Lehmer                          | St. Ulrich und St. Martin            | St. Ulrich und Martin                | St. Michael (Bergheim), St. Otmar (Mödingen), St. Vitus (Reistingen) und St. Ägidius (Schabringen)                                                                              |                                      |
| Pfarrei St. Martin – Lauingen                      | Lothar Hartmann                       | St. Martin                           | St. Martin                           | St. Blasius (Faimingen), Mariä Himmelfahrt (Frauenriedhausen) und St. Vitus (Veitriedhausen)                                                                                    |                                      |
| Pfarrei St. Veronika – Ziertheim                   | Msgr. Josef Philip                    | St. Veronika                         | St. Veronika                         | St. Martin (Dattenhausen) |                                      |

1. ↑  Ehemalige Pfarrkirchen, deren Status der Eigenständigkeit, durch Zusammenlegung in Pfarreiengemeinschaften erloschen ist.